# Condado de Leslie
El condado de Leslie (en inglés: Leslie County), fundado en 1878, es uno de 120 condados del estado estadounidense de Kentucky. En el año 2000, el condado tenía una población de 12,401 habitantes y una densidad poblacional de 12 personas por km². La sede del condado es Hyden.

## Geografía
Según la Oficina del Censo, el condado tiene un área total de 1046 km² (403,9 mi²), de la cual 1046 km² (403,9 mi²) es tierra y 0 km² (0 mi²) (0.0%) es agua.

### Condados adyacentes
- Condado de Perry (norte y este)
- Condado de Harlan (sureste)
- Condado de Bell (sureste)
- Condado de Clay (oeste)

## Demografía
Según la Oficina del Censo en 2000, los ingresos medios por hogar en el condado eran de $18,546, y los ingresos medios por familia eran $22,225. Los hombres tenían unos ingresos medios de $28,708 frente a los $18,080 para las mujeres. La renta per cápita para el condado era de $10,429. Alrededor del 32.70% de la población estaban por debajo del umbral de pobreza.

## Localidades
- Hyden
- Stinnett
- Wooton
- Hoskinston
- Hell for Certain